# Carlos Mencia
Ned Arnel Mencía (sinh 22 tháng 10 năm 1967) là một diễn viên hài Mỹ. Phong cách phim hài ông tham gia là về chính trị thường xuyên và liên quan đến vấn đề chủng tộc, văn hóa, pháp luật hình sự, và tầng lớp xã hội. Ông được biết đến như là chủ của chương Mind of Mencía.

## Tiểu sử
Mencía sinh ra ở San Pedro Sula, Honduras là người con thứ 17 trong gia đình mười tám anh chị em. Mẹ ông, Magdelena Mencía, là người Mexico, và cha của ông, Roberto Holness, là một Honduras mà tổ tiên xa bao gồm những người nhập cư từ Đức, Anh, và quần đảo Cayman. Vào thời điểm cậu ra đời, mẹ Mencía đã xung đột với cha cậu, và từ chối đặt tên con trai theo họ cha. Họ tên cậu ghi trên giấy khai sinh của là "Ned Arnel Mencía", mặc dù Mencía đã nói rằng sự tôn trọng đối với cha cậu đã thể hiện bằng tên Holness, và được biết đến như là "Ned Holness" cho đến khi cậu lên mười tám tuổi.